# كين أوستين
كين أوستين (بالإنجليزية: Ken Austin)‏ هو سياسي أسترالي، ولد في 1915، وتوفي في 14 أغسطس 1986. حزبياً، نشط في حزب العمال الأسترالي. وقد انتخب عضو مجلس نواب تسمانيا.